# منتخب نيجيريا لدوري الرغبي
منتخب نيجيريا لدوري الرغبي (بالإنجليزية: Nigeria national rugby league team)‏ هو ممثل نيجيريا الرسمي في المنافسات الدولية في دوري الرغبي .